# درون و بیرون ۲
درون و بیرون ۲ (به انگلیسی: Inside Out 2) یک انیمیشن آمریکایی در ژانر داستان بلوغ به کارگردانی کلسی من است که در سال ۲۰۲۴ منتشر شد. این اثر دنباله‌ای مستقیم بر انیمیشن درون و بیرون (۲۰۱۵) است و فیلم‌نامه آن توسط مگ لفاوه و دیو هولستین نوشته شده است. درون و بیرون ۲ توسط پیکسار ساخته شده و استودیو سینمایی والت دیزنی مسئولیت اکران آن را برعهده دارد. داستان انیمیشن یک سال پس از وقایع قسمت قبل اتفاق افتاده و ماجراهای رایلی را دنبال می‌کند که هم‌زمان با ورود به سن ۱۳ سالگی و دوران بلوغ دچار تغییرات روحی و عاطفی می‌شود و این موضوع احساسات درون او را دچار چالش‌های عجیب می‌کند. ایمی پولر، فیلیس اسمیت، لوئیس بلک، تونی هیل، لایزا لاپیرا، مایا هاک، ایو ادبری، ادل اگزارکوپولوس و پال والتر هاوزر صداپیشگان این اثر هستند.
توسعه درون و بیرون ۲ در اوایل سال ۲۰۲۰ آغاز شد و کارگردان، کلسی من، از تجربیات شخصی دوران کودکی خود الهام گرفت. تیم خلاق در ابتدا طیف گسترده‌تری از احساسات جدید را بررسی کرد، اما برای وضوح روایی، تمرکز را محدود کردند و «اضطراب» به‌عنوان یک افزودنی مرکزی برجسته شد. روان‌شناسان بالینی، از جمله لیزا دامور و داچر کلتنر، برای اطمینان از به تصویر کشیدن دقیق رشد عاطفی نوجوانان، در پروژه مشارکت داشتند و گروهی از نوجوانان بازخوردهایی دربارهٔ اصالت شخصیت‌ها و داستان ارائه دادند. در مراحل اولیه ساخت فیلم، داستان فیلم قرار بود حول یک نمایش استعداد بچرخد، اما تیم سازنده تصمیم گرفت که به‌جای آن، داستان را بر فعالیت رایلی در ورزش هاکی متمرکز کند. این پروژه همچنین اولین فیلم بلند پیکسار بود که موسیقی آن توسط یک زن، آندریا داتزمن، ساخته شد. در توسعه انیمیشن، تأکید بر حفظ پیوستگی فضایی از طریق نقشه‌برداری ایزومتریک بود. تغییراتی در انتخاب صداپیشگان نیز رخ داد که بخشی از آن به دلیل اختلافات مالی بود و منجر به جایگزینی صداپیشگان شخصیت‌های ترس و نفرت شد.
درون و بیرون ۲ در ۱۰ ژوئن ۲۰۲۴ در تئاتر ال کاپیتان در هالیوود، لس‌آنجلس، اکران اولیه خود را تجربه کرد و در ۱۴ ژوئن در ایالات متحده به‌صورت عمومی اکران شد. این فیلم با استقبال مثبت منتقدان روبه‌رو شد و در گیشه جهانی ۱٫۶۹۹ میلیارد دلار فروش داشت، که چندین رکورد گیشه را شکست، از جمله تبدیل شدن به پرفروش‌ترین فیلم‌های پویانمایی از سپتامبر ۲۰۲۴ تا فوریه ۲۰۲۵. همچنین، این فیلم پرفروش‌ترین فیلم سال ۲۰۲۴ و هشتمین فیلم پرفروش در زمان اکران خود شد. درون و بیرون ۲ نامزد دریافت جایزه بهترین فیلم انیمیشن در مراسم‌های گلدن گلوب، منتخب منتقدان، بفتا و اسکار شد. علاوه بر این، در گلدن گلوب نامزد جایزه دستاورد سینمایی و گیشه‌ای نیز گردید.

## داستان
رایلی اندرسن ۱۳ ساله دو سال پس از نقل مکان به سان فرانسیسکو، وارد دبیرستان می‌شود. احساسات شخصیت‌یافته او—شادی، غم، ترس، انزجار و خشم—اکنون بر عنصر تازه شکل گرفته ذهن رایلی به نام «حس هویت» نظارت می‌کند، که خاطرات و احساساتی را در خود جای می‌دهد که باورهای رایلی را شکل داده‌اند. شادی با هدف پر کردن حس خود تنها با خاطرات مثبت، مکانیزمی ایجاد کرده است که خاطرات منفی را به پشت ذهن رایلی می‌فرستد.
رایلی و بهترین دوستانش، بری و گریس، به یک کمپ هاکی روی یخ آخر هفته دعوت می‌شوند، جایی که رایلی امیدوار است برای تیم مدرسه جدیدش، فایرهاوکس، واجد شرایط شود. با این حال، یک «زنگ بلوغ» شب قبل از کمپ به صدا درمی‌آورد و گروهی از کارکنان ذهن، کنسول احساسات را ارتقا می‌دهند و ستاد مرکزی را به هم می‌ریزد. احساسات نشان می‌دهد که رایلی اکنون بیش از حد واکنش نشان می‌دهد. چهار احساس جدید—اضطراب، حسادت، خجالت و بی‌حوصلگی—از راه می‌رسند و بر سر رویکردهایشان با احساسات اصلی درگیر می‌شوند. به‌طور خاص، شادی می‌خواهد رایلی در کمپ خوش بگذراند، در حالی که اضطراب بر کسب جایگاهی در تیم و یافتن دوستان جدید تمرکز می‌کند، مخصوصاً پس از اینکه رایلی متوجه شد که بری و گریس در دبیرستان متفاوتی خواهند رفت.
تحت کنترل شادی، رایلی به‌طور ناخواسته اردونشینان را به‌واسطهٔ مدیر سختگیر کمپ، مربی رابرتز، مجازات می‌کند. اضطراب، تصمیم‌گیری در مورد اینکه رایلی برای سازگاری با بازیکنان مسن‌تر باید تغییر کند، حس خود را به پشت ذهن رایلی می‌اندازد و شادی، غم، ترس، خشم و انزجار را دستگیر کرده و در انبار حافظه پرتاب می‌کند. سپس اضطراب، حسادت، بی‌حوصلگی و خجالت یک حس جدید تحت سلطه اضطراب ایجاد می‌کند و رایلی را تشویق می‌کند تا با بازیکن محبوب هاکی وال اورتیز دوست شود و دوستی او با بری و گریس را تیره کند. شادی، غم، ترس، خشم و انزجار از طاق فرار می‌کنند. در حالی که دیگران می‌روند تا حس قدیمی رایلی را بازیابی کنند، غم به ستاد مرکزی بازمی‌گردد تا آماده شود تا آنها را از طریق یک لوله فراخوان بازگرداند. غم توسط خجالت کشف می‌شود، اما به دلیل تفکرات دومش در مورد نقشه اضطراب، به او کمک می‌کند که پنهان بماند و در نهایت به او کمک می‌کند.
تحت کنترل اضطراب، رایلی به صورت مخفیانه وارد دفتر مربی رابرتز می‌شود و از دفترچه یادداشت او متوجه می‌شود که رایلی برای تبدیل شدن به یک فایرهاوک آماده نیست. احساسات قدیمی روی کوهی از خاطرات منفی باعث می‌شوند تا حس‌های قدیمی با بهمنی از خاطرات به ستاد بازگردانده شود و خاطرات منفی به سیستم اعتقاد رایلی سرازیر شوند. اضطراب متوجه می‌شود حسی که برای رایلی ایجاد کرده، نوعی شک و تردید به خود است، که باعث می‌شود رایلی در آخرین مسابقه آزمایشی خود ضعیف عمل کند، به‌طور تصادفی به گریس آسیب برساند و به محوطه جریمه فرستاده شود. اضطراب وحشت‌زده کنسول را وارد یک گردباد کورکننده می‌کند و باعث می‌شود رایلی دچار حمله پانیک شود.
با بازگشت به مقر، شادی می‌یابد که اضطراب همچنان اختیاردار اما از کار افتاده است. شادی او را متقاعد می‌کند که رایلی برای داشتن آینده ای بهتر نیازی به تغییر ندارد. اضطراب فروکش می‌کند و شادی حس اولیه رایلی را بازمی‌گرداند، اما حمله پانیک ادامه می‌یابد. پس از اینکه اضطراب اعتراف می‌کند که نمی‌تواند تعیین کند رایلی کیست، شادی متوجه می‌شود که همین امر در مورد او نیز صدق می‌کند. شادی اولین حس خود را حذف می‌کند و اجازه می‌دهد حس جدیدی از خاطرات مثبت و منفی رایلی شکل بگیرد. این احساسات سومین حس از خود را در بر می‌گیرد، رایلی را آرام می‌کند و به او کمک می‌کند تا با بری و گریس آشتی کند. کنسول جوی را فرا می‌خواند، که فرماندهی را بر عهده می‌گیرد و به رایلی کمک می‌کند تا با خوشحالی امتحانات هاکی را به پایان برساند.
رایلی در دبیرستان با وال و دیگر فایرهاوک‌ها دوست می‌شود، در حالی که دوستی خود را با بری و گریس حفظ می‌کند. با زندگی در صلح، احساسات اصلی و جدید با هم همکاری می‌کنند تا از رایلی محافظت کنند. رایلی تلفنش را برای نتایج استخدام فایرهاوکس چک می‌کند و با لبخندی متکبرانه به خود در آینه نگاه می‌کند.

## بازیگران
- ایمی پولر در نقش شادی[۶]
- فیلیس اسمیت در نقش غم
- لوئیس بلک در نقش خشم
- تونی هیل در نقش ترس
- لایزا لاپیرا در نقش نفرت
- مایا هاک در نقش اضطراب
- ایو ادبری در نقش حسادت
- ادل اگزارکوپولوس در نقش بی‌حوصلگی[۷]
- پال والتر هاوزر در نقش خجالت[۷]
- کنزینگتون تالمن در نقش رایلی اندرسن، دختر ۱۳ ساله‌ای که احساسات در ذهن او زندگی می‌کند. تالمن جایگزین کیتلین دیاس در فیلم اول شد.[۷]
- داین لین در نقش خانم اندرسن، مادر رایلی.
- کایل مک‌لاکلن در نقش آقای اندرسن، پدر رایلی.
- لیلیمار در نقش والنتینا «وال» اورتیز، بازیکن محبوب هاکی در دبیرستان رایلی.[۷]
- پائولا پل در نقش خشم مادر.[۷]
- پیت داکتر در نقش خشم پدر.
- سمیه نورالدین گرین در نقش بری، دوست رایلی.[۸]
- گریس لو در نقش گریس، دوست رایلی.[۸]
- ایوت نیکول براون در نقش مربی رابرتز، مربی هاکی و رئیس کمپ تابستانی هاکی.[۷]
- جان راتزنبرگر[۷] در نقش فریتز.
- جون اسکویب در نقش نوستالژی، یک احساس نوستالژیک جدید.[۹]
- ران فونچ در نقش بلوفی، شخصیتی از برنامه تلویزیونی مورد علاقه رایلی در دوران کودکی. او شبیه مجریان برنامه‌های تعاملی کودکان مانند بارنی و دوستان است.[۱۰]
- یونگ یو در نقش لنس اسلشبلید، یک شخصیت قهرمان بازی‌های ویدیویی که رایلی در جوانی به او علاقه داشت. او شبیه شخصیت‌های فاینال فانتزی است.[۱۰]
- جیمز آستین جانسون در نقش پوچی[۱۱]

علاوه بر این، شخصیت تلویزیونی سم تامپسون در نسخه بریتانیایی فیلم در نقش مرد امنیتی به‌نام سم ظاهر می‌شود، شخصیتی که خود را در تعقیب و گریز با احساسات می‌بیند.

## ساخت

### توسعه
در حالی که نامزدهای فیلم اصلی در هشتاد و هشتمین دوره جوایز اسکار در ژانویه ۲۰۱۶ معرفی شدند. کارگردانی درون و بیرون، پیت داکتر، ایده‌هایی را برای دنبالهٔ قسمت دوم در سر داشت. پیکسار رسماً ساخت دنباله را در طی اعلامیه نمایشگاه هوادارن دیزنی در سپتامبر ۲۰۲۲ تأیید کرد و ایمی پولر روی صحنه آمد تا در کنار داکتر. دربارهٔ فیلم صحبت کند. کلسی مان به‌عنوان کارگردان دنباله‌نامه معرفی شد (این اولین کارگردانی بلند سینمایی‌اش بود زیرا قبلاً فیلم کوتاه «Party Central» را در سال ۲۰۱۳ کارگردانی کرد)، با تهیه‌کنندگی مارک نیلسن، در حالی که مگ لفاوه اعلام شد که فیلم‌نامه فیلم را می‌نویسد و از نسخه قبلی خود بازمی‌گردد. برای استفاده از جهان‌سازی «واقعی»، مان از ایده «پنج تا ۲۷ احساس» داکتر در اولین فیلمی که در حین تولید آن مطرح کرد، استفاده کرد.

### بازیگران
در ادامه امی پولر با تعیین ۵ میلیون دلاری را با پاداش‌های پرسود برای ایفای مجدد نقش خود در این انیمیشن پذیرفت. پس از اختلاف بر سر دستمزد، میندی کالینگ و بیل هیدر از ایفای مجدد نقش‌های مربوط خود به عنوان انزجار و ترس خودداری کردند. طبق گزارش‌ها، به آنها و بقیه بازیگران بازگشته مبلغ ۱۰۰ هزار دلار، معادل دو درصد از حقوق پولر، پیشنهاد شد. در ۹ نوامبر ۲۰۲۳، با انتشار تیزر تریلر، مشخص شد که تونی هیل و لایزا لاپیرا به ترتیب جایگزین هادر و کالینگ در نقش ترس و انزجار خواهند شد.

## بازخورد

### گیشه
درون و بیرون ۲ در ایالات متحده و کانادا ۶۵۳ میلیون دلار و در سایر مناطق به فروش ۱٫۰۴۶ میلیون دلاری رسیده است که در کل جهان ۱٫۶۹۹ میلیارد دلار می‌باشد.
در ۵ ژوئن ۲۰۲۴ اعلام شد که بودجهٔ این فیلم ۲۰۰ میلیون دلار است. پنج روز بعد، ورایتی پیش‌بینی کرده بود که این فیلم در آخر هفتهٔ افتتاحیهٔ داخلی‌اش ۸۵ میلیون دلار فروش داشته باشد. پس از کسب ۶۳٫۶ میلیون دلار در روز اول، که شامل ۱۳ میلیون دلار تخمین زده شده از پیش نمایش‌های پنجشنبه شب بود، پیش‌بینی‌ها برای آخر هفته به ۱۴۰ تا ۱۵۰ میلیون دلار افزایش یافت. این فیلم در نهایت به فروش ۱۵۴٫۲ میلیون دلاری داخلی از ۴۴۴۰ سینما و حدود ۱۴۰ میلیون دلار از ۳۸ بازار بین‌المللی دست پیدا کرد که اولین نمایش جهانی آن ۲۹۴ میلیون دلار بود که بالاترین رقم در تاریخ پیکسار است.

### واکنش انتقادی
در وبگاه جمع‌آوری نقد راتن تومیتوز، ٪۹۱ از ۳۱۸ بررسی منتقدان مثبت است، و میانگینِ امتیاز آن ۷٫۶/۱۰ است. اجماع این وبگاه چنین می‌نویسد: «درون و بیرون ۲ با چروک‌های اضطراب نوجوانی، سر را پاک می‌کند و قلب را گرم می‌کند و به هوش هیجانی فیلم قبلی خود می‌رسد.» این فیلم در متاکریتیک که از میانگین وزنی استفاده می‌کند، بر اساس نظر ۵۹ منتقدین امتیاز ۷۳ از ۱۰۰ را کسب کرده که نشان‌گر «نقدهای عموماً مطلوب» است. تماشاگرانی که در نظرسنجی سینماسکور شرکت کردند، میانگین نمره «A» را در مقیاس A+ تا F (همانند فیلم اول) به فیلم دادند، در حالی که آنهایی که توسط پست ترک مورد نظرسنجی قرار گرفتند، به فیلم میانگین ۴٫۵ از ۵ ستاره را دادند که ۷۱٪ گفتند قطعاً آن را توصیه می‌کنند.

## افتخارات
- نود و هفتمین دوره جوایز اسکار

| قسمت                | نامزد                | نتیجه    |
| ------------------- | -------------------- | -------- |
| بهترین فیلم انیمیشن | کلسی من و مارک نیلسن | نامزدشده |

- هشتاد و دومین مراسم گلدن گلوب

| قسمت                   | نامزد                | نتیجه    |
| ---------------------- | -------------------- | -------- |
| بهترین فیلم پویانمایی  | کلسی من و مارک نیلسن | نامزدشده |
| دستاورد سینمایی و گیشه | درون و بیرون ۲       | نامزدشده |

## امکان ساخت دنباله
پس از موفقیت درون و بیرون ۲، دیو هلستاین، یکی از نویسندگان، اعلام کرد که بحث‌هایی دربارهٔ ساخت حداقل یک دنباله دیگر، یعنی درون و بیرون ۳، در استودیوی پیکسار در جریان است.